# 더 디너 (2017년 영화)
《더 디너》(영어: The Dinner)는 미국에서 제작된 오런 모버먼 감독의 2017년 드라마 영화이다. 리처드 기어, 스티브 쿠건, 로라 리니, 리베카 홀, 클로이 세비니, 찰리 플러머, 아데페로 오두예 등이 출연하였고, 콜더컷 처브 등이 제작에 참여하였다.

## 줄거리
우울증약 복용을 중단한 전 역사 교사 폴, 아내 클레어는 폴의 형이며 차기 주지사 유력 후보인 하원 의원 스탠, 스탠의 아내 케이트를 만나 저녁 식사 자리를 갖는다.
얼마 전 폴과 클레어의 외동아들 마이클은 스탠과 전 아내 바버라 사이의 친아들 릭, 입양아들 보와 함께 있던 중 한 노숙자 여성과 마주쳤다. 마이클과 릭이 노숙자에게 시비를 붙이자 보는 그런 일에 어울리기 싫어 먼저 자리를 떴고, 그 후 마이클은 릭이 지켜보는 가운데 노숙인을 가연성 물질이 남아있는 용기로 때리다가 성냥불을 붙였다. 심지어 마이클은 노숙인이 불타죽는 모습을 휴대 전화로 촬영하면서 폭소하였다. 나중에 보는 마이클 컴퓨터에서 이 영상을 발견하고 인터넷에 올렸다.
폴, 클레어, 스탠, 케이트는 아이들 잘못을 책임질지 혹은 은폐할지를 놓고 설전을 벌인다. 양심에 무게를 둔 스탠은 주지사 선거를 포기하기로 결심하고, 기자 회견에서 사건을 공표하고 아들 릭을 경찰서에 데려가려고 하지만 클레어는 마이클의 살인은 그저 불운한 사고에 불과하다고 주장하고 케이트도 반대한다.
폴은 보가 마이클에게 불리한 증언을 하지 못하게 막는 방법은 보를 죽이는 것뿐이라고 결론을 내리는데...

## 출연진
- 리처드 기어 - 스탠 로먼 역
- 스티브 쿠건 - 폴 로먼 역
- 로라 리니 - 클레어 로먼 역
- 리베카 홀 - 케이틀린 "케이트" 로먼 역
- 클로이 세비니 - 바버라 로먼 역
- 찰리 플러머 - 마이클 로먼 역
- 아데페로 오두예 - 니나 역: 스탠의 보좌관.
- 마이클 처너스 - 딜런 하인즈 역
- 조엘 비소넷 - 앤토니오 역
- 셰이머스 데이비피츠패트릭 - 릭 로먼 역
- 도미닉 콜론 - 러펠 역

## 기타 제작진
- 총괄 제작: 올가 세구라
- 배역: 조디 앵스트라이치, 메리베스 폭스, 로라 로즌솔
- 미술: 켈리 맥기히
- 세트: 조앤 링
- 의상: 캐서린 조지
- 시각 효과: 비코 샤라바니

## 제작
원래는 2013년 9월 케이트 블란쳇이 오런 모버먼이 쓴 각본을 연출하여 감독으로 데뷔할 예정이라고 보도되었으나 2016년 1월 모버먼이 감독으로도 고용되었다.